# Klobučar (Kornati)
Koordinati:   43°44′31″N, 15°22′56″E
Klobučar je majhen nenaseljen otoček v Jadranskem morju. Pripada Hrvaški.
Otoček leži v  Narodnem parku Kornati med na zahodu ležečo Lavso in na vzhodu ležečo Kaselo. Severno od Klobučarja leži Gustac, ki je od otočka oddaljen okoli 0,1 km. Površina otočka je 0,116 km², dolžina obale meri 1,43 km. Najvišji vrh
je visok 82 mnm.